# Tweede klasse amateurs 2016-17 (voetbal België)
Het seizoen 2016/17 van de Belgische Tweede klasse amateurs gaat van start in september 2016 en eindigt in mei 2017. Daarna worden nog eindrondes voor promotie naar Eerste klasse amateurs en degradatie naar Derde klasse amateurs afgewerkt. De competitie telt 3 reeksen van 16 ploegen. Twee reeksen met clubs, aangesloten bij de VFV en één reeks met clubs aangesloten bij de ACFF. De nieuwe competitie werd samengesteld uit de teams uit de voormalige Derde klasse die niet voor promotie of degradatie in aanmerking kwamen.

## Naamswijzigingen
- KRC Gent-Zeehaven wijzigde zijn naam in KRC Gent.
- R. Châtelet SC wijzigde zijn naam in R. Châtelet-Farciennes SC.
- R. Olympic Club de Charleroi-Marchienne wijzigde zijn naam in R. Olympic Club de Charleroi.
- RES Acrenoise fuseerde met RAS Lessines-Ollignies en werd R. Entente Acren Lessines.
- Sporting West Harelbeke wijzigde zijn naam in RC Harelbeke.

## Gepromoveerde teams
Deze teams promoveerden voor aanvang van het seizoen uit de Vierde klasse:

### Rechtstreeks
- R. Knokke FC (kampioen 4A)
- Sporting West Harelbeke (2e 4A)
- KVK Westhoek (3e 4A)
- R. Olympic Club de Charleroi-Marchienne (kampioen 4B)
- KFC Duffel (2e 4B)
- R. Châtelet SC (3e 4B)
- RC Hades (kampioen 4C)
- K. Olympia SC Wijgmaal (2e 4C)
- KVV Thes Sport (3e 4C)
- RFC Meux (kampioen 4D)
- RUS Givry (2e 4D)
- Solières Sport (3e 4D)

### Via eindronde VFV
- KSC Toekomst Menen (winnaar eindronde VFV)
- Spouwen-Mopertingen (2e eindronde VFV)
- KFC Zwarte Leeuw (3e eindronde VFV)
- KSK Halle (4e eindronde VFV)

### Via eindronde ACFF
- UR Namur (winnaar eindronde ACFF)
- RC Charleroi-Couillet-Fleurus (2e eindronde ACFF)
- R. Stade Waremmien FC (3e eindronde ACFF)
- RES Couvin-Mariembourg (4e eindronde ACFF)

## Promoverende teams
Deze teams promoveerden na afloop van het seizoen naar de Eerste klasse amateurs

### Rechtstreeks als kampioen
- R. Knokke FC (kampioen VFV A)
- K. Berchem Sport (kampioen VFV B)
- R. Châtelet-Farciennes SC (kampioen ACFF)

### Via eindronde
- SC Eendracht Aalst (3e VFV A)

## Degraderende teams
Deze teams degradeerden na afloop van het seizoen naar de Derde klasse amateurs

### Rechtstreeks
- KSK Halle (15e  VFV A)
- KSC Toekomst Menen (16e  VFV A)
- KSC Grimbergen (15e  VFV B)
- KV Woluwe-Zaventem (16e  VFV B)
- RES Couvin-Mariembourg (13e ACFF)
- RUS Givry (14e  ACFF)
- RC Charleroi-Couillet-Fleurus (15e  ACFF)
- UR Namur (16e  ACFF)

## Clubs

### Tweede klasse amateurs VFV A
| # kaart | Stam- nummer | Club                         | Plaats              |
| ------- | ------------ | ---------------------------- | ------------------- |
| 1       | 11           | KRC Gent                     | Gent                |
| 2       | 56           | KSC Toekomst Menen           | Menen               |
| 3       | 87           | KSK Halle                    | Halle               |
| 4       | 90           | SC Eendracht Aalst           | Aalst               |
| 5       | 100          | KVK Westhoek                 | Poperinge & Ieper   |
| 6       | 101          | R. Knokke FC                 | Knokke              |
| 7       | 342          | KSV Bornem                   | Bornem              |
| 8       | 822          | Torhout 1992 KM              | Torhout             |
| 9       | 935          | KFC Izegem                   | Izegem              |
| 10      | 1574         | RC Harelbeke                 | Harelbeke           |
| 11      | 3821         | KFC Sparta Petegem           | Petegem-aan-de-Leie |
| 12      | 4297         | KSV Temse                    | Temse               |
| 13      | 4408         | KVC Sint-Eloois-Winkel Sport | Sint-Eloois-Winkel  |
| 14      | 5553         | K. Olsa Brakel               | Brakel              |
| 15      | 9264         | SK Sint-Niklaas              | Sint-Niklaas        |
| 16      | 9512         | FC Gullegem                  | Gullegem            |

### Tweede klasse amateurs VFV B
| # kaart | Stam- nummer | Club                   | Plaats                      |
| ------- | ------------ | ---------------------- | --------------------------- |
| 1       | 28           | K. Berchem Sport       | Berchem                     |
| 2       | 43           | R. Cappellen FC        | Kapellen                    |
| 3       | 132          | KVK Tienen             | Tienen                      |
| 4       | 284          | KFC Duffel             | Duffel                      |
| 5       | 595          | K. Bocholter VV        | Bocholt                     |
| 6       | 1021         | KSC Grimbergen         | Grimbergen                  |
| 7       | 1124         | KFC Zwarte Leeuw       | Rijkevorsel                 |
| 8       | 1349         | K. Olympia SC Wijgmaal | Wijgmaal                    |
| 9       | 2138         | K. Rupel Boom FC       | Boom                        |
| 10      | 2366         | Hoogstraten VV         | Hoogstraten                 |
| 11      | 3197         | KV Woluwe-Zaventem     | Zaventem                    |
| 12      | 3630         | K. Londerzeel SK       | Londerzeel                  |
| 13      | 3671         | KVV Thes Sport         | Tessenderlo                 |
| 14      | 5775         | Spouwen-Mopertingen    | Mopertingen & Grote-Spouwen |
| 15      | 8715         | Tempo Overijse         | Overijse                    |
| 16      | 8721         | RC Hades               | Kiewit                      |

### Tweede klasse amateurs ACFF
| # kaart | Stam- nummer | Club                                 | Plaats      |
| ------- | ------------ | ------------------------------------ | ----------- |
| 1       | 4            | RFC Liège                            | Luik        |
| 2       | 94           | RC Charleroi-Couillet-Fleurus        | Charleroi   |
| 3       | 156          | UR Namur                             | Namen       |
| 4       | 190          | R. Stade Waremmien FC                | Borgworm    |
| 5       | 213          | UR La Louvière Centre                | La Louvière |
| 6       | 246          | R. Olympic Club de Charleroi         | Charleroi   |
| 7       | 248          | RES Couvin-Mariembourg               | Couvin      |
| 8       | 460          | RUW Ciney                            | Ciney       |
| 9       | 526          | RFC Union La Calamine                | Kelmis      |
| 10      | 725          | R. Châtelet-Farciennes SC            | Châtelet    |
| 11      | 2774         | R. Entente Acren Lessines            | Twee-Akren  |
| 12      | 3114         | RRC Hamoir                           | Hamoir      |
| 13      | 3262         | R. Wallonia Walhain Chaumont-Gistoux | Walhain     |
| 14      | 4454         | RFC Meux                             | Meux        |
| 15      | 6237         | RUS Givry                            | Givry       |
| 16      | 9426         | Solières Sport                       | Solières    |

## Eindstand

### Tweede klasse amateurs VFV A
| Pos | Team                         | Wed | W  | G  | V  | Ptn | DV | DT | +/− | Kwalificatie of degradatie                |
| --- | ---------------------------- | --- | -- | -- | -- | --- | -- | -- | --- | ----------------------------------------- |
| 1   | R. Knokke FC                 | 30  | 23 | 3  | 4  | 72  | 73 | 25 | +48 | Promotie naar Eerste klasse amateurs      |
| 2   | KFC Sparta Petegem           | 30  | 17 | 7  | 6  | 58  | 60 | 44 | +16 |                                           |
| 3   | SC Eendracht Aalst           | 30  | 17 | 5  | 8  | 56  | 55 | 37 | +18 | Kwalificatie voor Eindronde promotie      |
| 4   | KFC Izegem                   | 30  | 16 | 5  | 9  | 53  | 53 | 42 | +11 |                                           |
| 5   | KVC Sint-Eloois-Winkel Sport | 30  | 15 | 8  | 7  | 53  | 55 | 30 | +25 | Kwalificatie voor Eindronde promotie      |
| 6   | K. Olsa Brakel               | 30  | 12 | 7  | 11 | 43  | 59 | 51 | +8  | Kwalificatie voor Eindronde promotie      |
| 7   | KSV Temse                    | 30  | 13 | 3  | 14 | 42  | 38 | 45 | −7  |                                           |
| 8   | KRC Gent                     | 30  | 11 | 8  | 11 | 41  | 46 | 43 | +3  | Kwalificatie voor Eindronde promotie      |
| 9   | Torhout 1992 KM              | 30  | 11 | 6  | 13 | 39  | 36 | 45 | −9  |                                           |
| 10  | FC Gullegem                  | 30  | 10 | 7  | 13 | 37  | 46 | 52 | −6  |                                           |
| 11  | SK Sint-Niklaas              | 30  | 9  | 8  | 13 | 35  | 45 | 49 | −4  |                                           |
| 12  | RC Harelbeke                 | 30  | 10 | 4  | 16 | 34  | 36 | 45 | −9  |                                           |
| 13  | KVK Westhoek                 | 30  | 9  | 7  | 14 | 34  | 40 | 56 | −16 |                                           |
| 14  | KSV Bornem                   | 30  | 8  | 10 | 12 | 34  | 31 | 39 | −8  | Kwalificatie voor Eindronde degradatie VV |
| 15  | KSK Halle                    | 30  | 5  | 8  | 17 | 23  | 27 | 55 | −28 | Degradatie naar Derde klasse amateurs     |
| 16  | KSC Toekomst Menen           | 30  | 4  | 4  | 22 | 16  | 35 | 77 | −42 | Degradatie naar Derde klasse amateurs     |

1. ↑  KFC Sparta Petegem eindigde tweede en kwam in aanmerking voor de promotie-eindronde, maar vroeg geen licentie aan. KFC Izegem en KSV Temse vroegen evenmin een licentie aan. Hierdoor gingen de resterende eindrondeplaatsen naar K. Olsa Brakel en KRC Gent.

### Tweede klasse amateurs VFV B
| Pos | Team                   | Wed | W  | G  | V  | Ptn | DV | DT | +/− | Kwalificatie of degradatie                |
| --- | ---------------------- | --- | -- | -- | -- | --- | -- | -- | --- | ----------------------------------------- |
| 1   | K. Berchem Sport       | 30  | 20 | 8  | 2  | 68  | 65 | 24 | +41 | Promotie naar Eerste klasse amateurs      |
| 2   | KVV Thes Sport         | 30  | 21 | 3  | 6  | 66  | 61 | 38 | +23 | Kwalificatie voor Eindronde promotie      |
| 3   | K. Rupel Boom FC       | 30  | 15 | 7  | 8  | 52  | 55 | 38 | +17 | Kwalificatie voor Eindronde promotie      |
| 4   | Spouwen-Mopertingen    | 30  | 15 | 5  | 10 | 50  | 54 | 56 | −2  |                                           |
| 5   | K. Olympia SC Wijgmaal | 30  | 12 | 8  | 10 | 44  | 45 | 42 | +3  |                                           |
| 6   | K. Bocholter VV        | 30  | 10 | 11 | 9  | 41  | 44 | 39 | +5  |                                           |
| 7   | KFC Zwarte Leeuw       | 30  | 12 | 4  | 14 | 40  | 39 | 56 | −17 |                                           |
| 8   | K. Londerzeel SK       | 30  | 10 | 8  | 12 | 38  | 46 | 39 | +7  |                                           |
| 9   | Hoogstraten VV         | 30  | 11 | 4  | 15 | 37  | 51 | 60 | −9  |                                           |
| 10  | RC Hades               | 30  | 11 | 4  | 15 | 37  | 45 | 60 | −15 |                                           |
| 11  | Tempo Overijse         | 30  | 11 | 3  | 16 | 36  | 53 | 59 | −6  |                                           |
| 12  | R. Cappellen FC        | 30  | 8  | 12 | 10 | 36  | 41 | 42 | −1  |                                           |
| 13  | KFC Duffel             | 30  | 10 | 5  | 15 | 35  | 53 | 56 | −3  |                                           |
| 14  | KVK Tienen             | 30  | 8  | 6  | 16 | 30  | 29 | 45 | −16 | Kwalificatie voor Eindronde degradatie VV |
| 15  | KSC Grimbergen         | 30  | 7  | 8  | 15 | 29  | 35 | 46 | −11 | Degradatie naar Derde klasse amateurs     |
| 16  | KV Woluwe-Zaventem     | 30  | 7  | 8  | 15 | 29  | 46 | 62 | −16 | Degradatie naar Derde klasse amateurs     |

Noot: Behalve de top 3 vroegen er geen andere teams een licentie aan. Daardoor waren er maar twee teams uit deze reeks die zouden deelnemen aan de eindronde voor promotie.

### Tweede klasse amateurs ACFF
| Pos | Team                                 | Wed | W  | G  | V  | Ptn | DV | DT | +/− | Kwalificatie of degradatie                  |
| --- | ------------------------------------ | --- | -- | -- | -- | --- | -- | -- | --- | ------------------------------------------- |
| 1   | R. Châtelet-Farciennes SC            | 30  | 21 | 7  | 2  | 70  | 67 | 32 | +35 | Promotie naar Eerste klasse amateurs        |
| 2   | RFC Liège                            | 30  | 19 | 8  | 3  | 65  | 66 | 30 | +36 | Kwalificatie voor Eindronde promotie        |
| 3   | R. Olympic Club de Charleroi         | 30  | 15 | 6  | 9  | 51  | 61 | 46 | +15 | Kwalificatie voor Eindronde promotie        |
| 4   | UR La Louvière Centre                | 30  | 13 | 11 | 6  | 50  | 54 | 35 | +19 | Kwalificatie voor Eindronde promotie        |
| 5   | RRC Hamoir                           | 30  | 12 | 8  | 10 | 44  | 50 | 49 | +1  |                                             |
| 6   | R. Entente Acren Lessines            | 30  | 12 | 6  | 12 | 42  | 48 | 48 | 0   |                                             |
| 7   | Solières Sport                       | 30  | 11 | 9  | 10 | 42  | 52 | 48 | +4  |                                             |
| 8   | R. Wallonia Walhain Chaumont-Gistoux | 30  | 11 | 8  | 11 | 41  | 52 | 53 | −1  |                                             |
| 9   | RFC Union La Calamine                | 30  | 11 | 7  | 12 | 40  | 65 | 59 | +6  |                                             |
| 10  | R. Stade Waremmien FC                | 30  | 12 | 2  | 16 | 38  | 60 | 58 | +2  |                                             |
| 11  | RUW Ciney                            | 30  | 9  | 10 | 11 | 37  | 56 | 57 | −1  |                                             |
| 12  | RFC Meux                             | 30  | 10 | 6  | 14 | 36  | 53 | 51 | +2  |                                             |
| 13  | RES Couvin-Mariembourg               | 30  | 9  | 6  | 15 | 33  | 54 | 66 | −12 | Kwalificatie voor Eindronde degradatie ACFF |
| 14  | RUS Givry                            | 30  | 7  | 9  | 14 | 30  | 39 | 60 | −21 | Degradatie naar Derde klasse amateurs       |
| 15  | RC Charleroi-Couillet-Fleurus        | 30  | 6  | 8  | 16 | 26  | 37 | 77 | −40 | Degradatie naar Derde klasse amateurs       |
| 16  | UR Namur                             | 30  | 3  | 7  | 20 | 16  | 32 | 77 | −45 | Degradatie naar Derde klasse amateurs       |

Noot: Behalve de top 4 vroegen er geen andere teams een licentie aan. Daardoor waren er maar drie teams uit deze reeks die zouden deelnemen aan de eindronde voor promotie.

## Periodekampioenen

### Tweede klasse amateurs A
- Eerste periode: KFC Sparta Petegem, 26 punten
- Tweede periode: R. Knokke FC, 30 punten
- Derde periode: R. Knokke FC, 25 punten

### Tweede klasse amateurs B
- Eerste periode: KVV Thes Sport, 22 punten
- Tweede periode: K. Berchem Sport 2004, 24 punten
- Derde periode: K. Berchem Sport 2004, 23 punten

### Tweede klasse amateurs C
- Eerste periode: RFC Liège, 24 punten
- Tweede periode: Châtelet-Farciennes SC, 24 punten
- Derde periode: RFC Liège, 25 punten

## Eindronde promotie

### Kwalificatie VFV
De eindronde werd gespeeld door de teams die tweede waren geëindigd in het eindklassement en de drie periodekampioenen. Indien één of meerdere periodes gewonnen werden door de uiteindelijke kampioen of door dezelfde club, kreeg de best geklasseerde ploeg zonder eindrondeticket een plek in de eindronde.
Eerste ronde
Op de eerste speeldag traden normaal acht teams aan. Doordat slechts zes teams een licentie kregen of wilden, waren KRC Gent en K. Olsa Brakel vrij in de eerste ronde. De wedstrijden werden gespeeld op het veld van de club die bij de lottrekking als eerste geloot werd. In een rechtstreeks duel (met eventuele verlengingen en strafschoppen) werd bepaald wie naar de tweede ronde mocht. 
| Datum      | Wedstrijden                                       | Uitslag |  |
| ---------- | ------------------------------------------------- | ------- |  |
| 07/05/2017 | KVC Sint-Eloois-Winkel Sport - SC Eendracht Aalst | 0-4     |  |
| 07/05/2017 | K. Rupel Boom FC - KVV Thes Sport                 | 0-2     |  |

Tweede ronde
De twee clubs die het in de tweede ronde haalden, plaatsten zich voor een nieuwe eindronde met de nummer 13 uit Eerste klasse amateurs (K. Sporting Hasselt) en de winnaar van de ACFF-eindronde. 
| Datum      | Wedstrijden                     | Uitslag        |  |
| ---------- | ------------------------------- | -------------- |  |
| 11/05/2017 | SC Eendracht Aalst - KRC Gent   | 1-0            |  |
| 11/05/2017 | K. Olsa Brakel - KVV Thes Sport | 2-2 (4-3 n.p.) |  |

### Kwalificatie ACFF
De eindronde werd gespeeld door de teams die tweede waren geëindigd in het eindklassement en de drie periodekampioenen. Indien één of meerdere periodes gewonnen werden door de uiteindelijke kampioen of door dezelfde club, kreeg de best geklasseerde ploeg zonder eindrondeticket een plek in de eindronde.
Eerste ronde
Op de eerste speeldag traden normaal vier teams aan. Doordat slechts drie teams een licentie kregen of wilden, was RFC Liège vrij in de eerste ronde. De wedstrijden werden gespeeld op het veld van de club die bij de lottrekking als eerste geloot werd. In een rechtstreeks duel (met eventuele verlengingen en strafschoppen) werd bepaald wie naar de tweede ronde mocht.
| Datum      | Wedstrijden                                          | Uitslag        |  |
| ---------- | ---------------------------------------------------- | -------------- |  |
| 06/05/2017 | R. Olympic Club de Charleroi - UR La Louvière Centre | 2-2 (6-5 n.p.) |  |

Tweede ronde
De winnaar van deze ronde plaatste zich voor een nieuwe eindronde met de nummer 13 uit Eerste klasse amateurs en de winnaars van de VFV-eindronde.
| Datum      | Wedstrijden                              | Uitslag |  |
| ---------- | ---------------------------------------- | ------- |  |
| 10/05/2017 | RFC Liège - R. Olympic Club de Charleroi | 2-1     |  |

### Eindronde
Eerste ronde
Bij de drie teams die zich kwalificeerden voor de eindronde werd de nummer 13 uit Eerste klasse amateur gevoegd: K. Sporting Hasselt. De vier geplaatste clubs konden via een heen- en terugwedstrijd een ticket voor de finale bemachtigen. Indien er na 180 minuten geen winnaar was, volgden eventueel verlengingen en strafschoppen.
| Datum      | Heenwedstrijden                          | Uitslag        |  |
| ---------- | ---------------------------------------- | -------------- |  |
| 14/05/2017 | K. Sporting Hasselt - SC Eendracht Aalst | 1-3            |  |
| 14/05/2017 | K. Olsa Brakel - RFC Liège               | 3-1            |  |
| Datum      | Terugwedstrijden                         | Uitslag        |  |
| 17/05/2017 | SC Eendracht Aalst - K. Sporting Hasselt | 2-3 (n.v.)     |  |
| 17/05/2017 | RFC Liège - K. Olsa Brakel               | 3-1 (4-2 n.p.) |  |

Tweede ronde
De winnaar van de dubbele confrontatie promoveerde naar Eerste klasse amateurs.
| Datum      | Heenwedstrijd                  | Uitslag |  |
| ---------- | ------------------------------ | ------- |  |
| 21/05/2017 | SC Eendracht Aalst - RFC Liège | 0-1     |  |
| Datum      | Terugwedstrijd                 | Uitslag |  |
| 28/05/2017 | RFC Liège - SC Eendracht Aalst | 1-2     |  |

## Eindronde degradatie
De twee ploegen die veertiende eindigden in Tweede klasse amateurs VFV moesten in een rechtstreeks duel bepalen wie in Tweede klasse amateurs zou blijven en wie zou zakken naar Derde klasse amateurs. KVK Tienen ging met 1-4 winnen tegen KSV Bornem en redde zich zo, maar ook KSV Bornem bleef in Tweede klasse amateurs omdat er met KVV Coxyde en K. Sporting Hasselt slechts twee Vlaamse clubs degradeerden uit Eerste klasse amateurs.
| Datum      | Wedstrijd               | Uitslag |  |
| ---------- | ----------------------- | ------- |  |
| 07/05/2017 | KSV Bornem - KVK Tienen | 1-4     |  |

## Topscorers
| Nr. | Speler              | Club                   | G  | W  | GPW  |
| --- | ------------------- | ---------------------- | -- | -- | ---- |
| 1.  | / Moussa Diallo     | RFC Union La Calamine  | 33 | 30 | 1.10 |
| 2.  | Jelle van Kruijssen | K. Berchem Sport 2004  | 27 | 29 | 0,93 |
| 3.  | Anthony Lorenzon    | Châtelet-Farciennes SC | 22 | 28 | 0,79 |
| 3.  | Guillaume Legros    | RRC Hamoir             | 22 | 29 | 0,76 |
| 5.  | Gwenny Opbrouck     | KFC Izegem             | 21 | 29 | 0.72 |

GPW: gemiddeld aantal doelpunten per wedstrijd, afgerond op 2 cijfers na de komma

## Geen tegendoelpunten
| Nr. | Speler                   | Club                          | GTD | W  | PER |
| --- | ------------------------ | ----------------------------- | --- | -- | --- |
| 1.  | Kevin Van den Noortgaete | SC Eendracht Aalst            | 12  | 32 | 38% |
| 2.  | Glenn De Jonge           | K. Olympia SC Wijgmaal        | 11  | 28 | 39% |
| 2.  | Dylan Olievier           | Torhout 1992 KM               | 11  | 30 | 37% |
| 4.  | Bram Paepe               | R. Knokke FC                  | 10  | 27 | 37% |
| 4.  | Renato Aromatario        | Châtelet-Farciennes SC        | 10  | 28 | 36% |
| 4.  | Jef Snyders              | RC Charleroi-Couillet-Fleurus | 10  | 31 | 32% |